# Мрассу
Мрассу́ (рос. Мрассу) — селище у складі Таштагольського району Кемеровської області, Росія. Входить до складу Кизил-Шорського сільського поселення.

## Населення
Населення — 199 осіб (2010; 201 у 2002).
Національний склад (станом на 2002 рік):
- шорці — 46 %
- росіяни — 45 %